# SPDEF
SPDEF (англ. SAM pointed domain containing ETS transcription factor) – білок, який кодується однойменним геном, розташованим у людей на короткому плечі 6-ї хромосоми. Довжина поліпептидного ланцюга білка становить 335 амінокислот, а молекулярна маса — 37 518.
| 10         |  | 20         |  | 30         |  | 40         |  | 50         |
| ---------- |  | ---------- |  | ---------- |  | ---------- |  | ---------- |
| MGSASPGLSS |  | VSPSHLLLPP |  | DTVSRTGLEK |  | AAAGAVGLER |  | RDWSPSPPAT |
| PEQGLSAFYL |  | SYFDMLYPED |  | SSWAAKAPGA |  | SSREEPPEEP |  | EQCPVIDSQA |
| PAGSLDLVPG |  | GLTLEEHSLE |  | QVQSMVVGEV |  | LKDIETACKL |  | LNITADPMDW |
| SPSNVQKWLL |  | WTEHQYRLPP |  | MGKAFQELAG |  | KELCAMSEEQ |  | FRQRSPLGGD |
| VLHAHLDIWK |  | SAAWMKERTS |  | PGAIHYCAST |  | SEESWTDSEV |  | DSSCSGQPIH |
| LWQFLKELLL |  | KPHSYGRFIR |  | WLNKEKGIFK |  | IEDSAQVARL |  | WGIRKNRPAM |
| NYDKLSRSIR |  | QYYKKGIIRK |  | PDISQRLVYQ |  | FVHPI      |  |            |

A: Аланін

C: Цистеїн

D: Аспарагінова кислота

E: Глутамінова кислота

F: Фенілаланін

G: Гліцин

H: Гістидин

I: Ізолейцин

K: Лізин

L: Лейцин

M: Метіонін

N: Аспарагін

P: Пролін

Q: Глутамін

R: Аргінін

S: Серин

T: Треонін

V: Валін

W: Триптофан

Кодований геном білок за функцією належить до активаторів. 
Задіяний у таких біологічних процесах, як транскрипція, регуляція транскрипції, альтернативний сплайсинг. 
Білок має сайт для зв'язування з ДНК. 
Локалізований у ядрі.